# Cecil Browning
Cecil Browning (Hampstead, 29 de enero de 1883-Westminster, 23 de marzo de 1953) fue un atleta inglés que compitió en pruebas de raquetas por Gran Bretaña.
Browning obtuvo la medalla de plata olímpica, conseguida en la edición británica, en los Juegos Olímpicos de Londres 1908. En esta ocasión, salió vicecampeón de la competencia de dobles junto a Edmund Bury, luego de superar a sus compatriotas Evan Noel y Henry Leaf, en la prueba superada por el equipo formada por los también británicos John Jacob Astor (raquetas) y Vane Pennell.